# Olympische Jugend-Sommerspiele 2018/Teilnehmer (Malaysia)
| Gelbes Symbol für Goldmedaillen mit stilisierten Olympischen Ringen | Graues Symbol für Silbermedaillen mit stilisierten Olympischen Ringen | Braundes Symbol für Bronzemedaillen mit stilisierten Olympischen Ringen |
| ------------------------------------------------------------------- | --------------------------------------------------------------------- | ----------------------------------------------------------------------- |
| 2                                                                   | —                                                                     | —                                                                       |

Die Jugend-Olympiamannschaft aus Malaysia für die III. Olympischen Jugend-Sommerspiele vom 6. bis 18. Oktober 2018 in Buenos Aires (Argentinien) bestand aus 20 Athleten.

## Athleten nach Sportarten

### Badminton
Mädchen
- Goh Jin Wei
Einzel: Gold 
Mixed: 5. Platz (im Team Epsilon)

### Hockey
Jungen
- Gold
- Hamiz Ahir
- Shahrul Saupi
- Amirul Azahar
- Arif Ishak
- Syarman Mat
- Kamarulzaman Kamaruddin
- Muhibuddin Moharam
- Firdaus Rosdi
- Akhimullah Anuar

### Leichtathletik
Jungen
- Muhammad Fakhrul Abdul Aziz
100 m: 14. Platz

### Schwimmen
Jungen
- Arvin Singh Chahal
400 m Freistil: 30. Platz
200 m Lagen: 17. Platz
- Low Zheng Yong
50 m Schmetterling: 43. Platz
100 m Schmetterling: 39. Platz
200 m Schmetterling: 29. Platz
200 m Lagen: 20. Platz

### Tischtennis
| Mädchen - Alice Chang Einzel: 25. Platz Mixed: 25. Platz | Jungen - Javen Choong Einzel: 17. Platz Mixed: 25. Platz |

### Triathlon
Jungen
- Chong Xian Hao
Einzel: 29. Platz
Mixed: 13. Platz (im Team Asien 2)

### Turnen

#### Gymnastik
Mädchen
- Zarith Khalid
Einzelmehrkampf: 26. Platz
Boden: 24. Platz
Pferd: 29. Platz
Stufenbarren: 27. Platz
Schwebebalken: 19. Platz
Mixed: 9. Platz (im Team Gelb)

#### Rhythmische Sportgymnastik
Mädchen
- Rayna Hoh
Einzel: 19. Platz
Mixed: Silber  (im Team Grün)

### Wasserspringen
| Mädchen - Kimberly Bong Kunstspringen: 6. Platz Turmspringen: 4. Platz Mixed: 4. Platz (mit Nikolaos Molvalis Griechenland) | Jungen - Jellson Jabillin Turmspringen: 4. Platz Mixed: 7. Platz (mit Mélodie Leclerc Kanada) |